# Ryan Murphy (ur. 1993)
Ryan Murphy (ur. 31 marca 1993 w Aurora) – kanadyjski zawodowy hokeista na lodzie, występujący na pozycji obrońcy. Wybrany przez Carolina Hurricanes z National Hockey League (NHL) z numerem 12. w NHL Entry Draft 2011. W latach 2013–2016 był kilkakrotnie odsyłany do Charlotte Checkers, filii drużyny z Karoliny Północnej występującej w American Hockey League (AHL).

## Statystyki

### Sezon zasadniczy i play-off
| 2008–09     | Villanova Knights   | OJHL        | 4   | 4  | 2  | 6  | 0  | —  | — | —  | —  | —  |
| 2009–10     | Kitchener Rangers   | OHL         | 62  | 6  | 33 | 39 | 22 | 20 | 5 | 12 | 17 | 16 |
| 2010–11     | Kitchener Rangers   | OHL         | 63  | 26 | 53 | 79 | 36 | 7  | 2 | 9  | 11 | 8  |
| 2011–12     | Kitchener Rangers   | OHL         | 49  | 11 | 43 | 54 | 30 | 16 | 2 | 20 | 22 | 12 |
| 2012–13     | Carolina Hurricanes | NHL         | 4   | 0  | 0  | 0  | 2  | —  | — | —  | —  | —  |
| 2012–13     | Kitchener Rangers   | OHL         | 54  | 10 | 38 | 48 | 34 | 10 | 3 | 4  | 7  | 8  |
| 2012–13     | Charlotte Checkers  | AHL         | 3   | 0  | 2  | 2  | 0  | 5  | 0 | 2  | 2  | 2  |
| 2013–14     | Carolina Hurricanes | NHL         | 48  | 2  | 10 | 12 | 10 | —  | — | —  | —  | —  |
| 2013–14     | Charlotte Checkers  | AHL         | 22  | 3  | 19 | 22 | 8  | —  | — | —  | —  | —  |
| 2014–15     | Carolina Hurricanes | NHL         | 37  | 4  | 9  | 13 | 8  | —  | — | —  | —  | —  |
| 2014–15     | Charlotte Checkers  | AHL         | 25  | 0  | 17 | 17 | 10 | —  | — | —  | —  | —  |
| 2015–16     | Carolina Hurricanes | NHL         | 35  | 0  | 10 | 10 | 10 | —  | — | —  | —  | —  |
| 2015–16     | Charlotte Checkers  | AHL         | 32  | 7  | 17 | 24 | 18 | —  | — | —  | —  | —  |
| NHL łącznie | NHL łącznie         | NHL łącznie | 124 | 6  | 29 | 35 | 30 | —  | — | —  | —  | —  |

### Międzynarodowe
| Rok                | Drużyna            | Turniej            | Wynik              | M  | G | A  | Pkt | Min |
| ------------------ | ------------------ | ------------------ | ------------------ | -- | - | -- | --- | --- |
| 2010               | Canada Ontario     | U-17               | 1st                | 6  | 1 | 3  | 4   | 4   |
| 2011               | Kanada             | MŚ U-18            | 4                  | 7  | 4 | 9  | 13  | 2   |
| 2013               | Kanada             | MŚJ                | 4                  | 6  | 1 | 2  | 3   | 0   |
| Juniorskie łącznie | Juniorskie łącznie | Juniorskie łącznie | Juniorskie łącznie | 19 | 6 | 14 | 20  | 6   |